# نوکلئوتید

این نوکلئوتید شامل قند پنج کربنه دئوکسی‌ریبوز (در مرکز)، یک باز نوکلئوتیدی به نام آدنین (بالا سمت راست)، و یک گروه فسفات (چپ). قند دئوکسی ریبوزی که تنها به باز نیتروژنی متصل شده باشد، تشکیل یک دئوکسی ریبونوکلئوزید به نام دئوکسی‌آدنوزین، می‌دهد در حالی که کل ساختاری که در طول گروه فسفات تشکیل می‌شود را نوکلئوتید نامیده که تشکیل سازنده ای از DNA به نام دئوکسی‌آدنوزین مونوفسفات را خواهد داد.

نوکلئوتیدها، مولکولهای آلی شامل نوکلئوزید و فسفات می‌باشند. آن‌ها به عنوان واحدهای مونومری پلیمرهای نوکلئیک اسیدی: دئوکسی ریبونوکلئیک اسید (DNA) و ریبونوکلئیک اسید (RNA) را تشکیل می‌دهند، که هردو مولکول‌های زیستی اساسی در تمام اشکال حیات روی زمین می‌باشند. نوکلئوتیدها از طریق رژیم غذایی به دست آمده و هم‌چنین در کبد از طریق مواد غذایی رایج سنتز می‌گردند.
نوکلئوتیدها از سه زیر واحد مولکولی تشکیل شده‌اند: یک باز نوکلئوتیدی، یک قند پنج کربنه پنتوز (ریبوز یا دئوکسی ریبوز)، و یک گروه فسفات شامل یک تا سه فسفات. چهار باز نوکلئوتیدی DNA شامل: گوانین، آدنین، سیتوزین و تیمین می‌باشند؛ در RNA، یوراسیل به جای تیمین استفاده می‌گردد.
هم‌چنین نوکلئوتیدها در سطح بنیادین سلول، نقش محوری را در متابولیسم ایفا می‌کنند. آن‌ها برای بسیاری از عملکردهای سلولی نیازمند انرژی، از طریق انرژی شیمیایی ذخیره‌شده در این مولکول‌ها، انرژی بخش‌های مختلف سلولی را تأمین می‌کنند: آدنوزین تری‌فسفات (ATP)، گوانوزین تری‌فسفات (GTP)، سیتیدین تری‌فسفات (CTP) و اوریدین تری‌فسفات (UTP). چنین عملکردهایِ نیازمند انرژی، شامل سنتز این مواد: آمینو اسیدها، پروتئین‌ها و غشای سلولی. و هم‌چنین اعمالی چون حرکت سلولی، یا حرکت بخش‌هایی از سلول (چه داخلی یا بین سلولی)، تقسیم سلولی و … را نیز شامل می‌گردد. به علاوه، نوکلئوتیدها در پیام‌رسانی سلولی (از طریق گوانوزین مونوفسفات حلقوی یا cGMP و آدنوزین مونوفسفات حلقوی یا cAMP) شرکت کرده و هم‌چنین در کوفاکتورهای مهم واکنش‌های آنزیمی چون این موارد دخیل اند: کوآنزیم-A، ‏FAD، ‏FMN، ‏NAD, +‏NADP‏ و ….
در بیوشیمی تجربی، می‌توان نوکلئوتیدها را با استفاده از برچسب‌زنی هسته‌ای، تبدیل به نوکلئوتیدهای پرتوزا نموده تا بدین طریق با ردیابیشان، واکنش‌های شیمیایی مورد نظر را بهتر بشناسند.

## ساختمان

### نوکلئوتید: ترکیب قند، فسفات و باز آلی
نوکلئوتید ترکیبی متشکل از یک قند ۵-کربنی (ریبوز یا دئوکسی ریبوز) اسید فسفریک (فسفات) و یکی از بازهای آلی پورین (آدنین، گوانین) یا پیریمیدین (سیتوزین، تیمین، یوراسیل) است. اغلب نوکلئوتید را نوکلئوزید فسفات می‌گویند. نوکلئوتیدها به دلیل داشتن اسید فسفریک ترکیبی اسیدی هستند.
✔ داکسی یا دئوکسی به معنای فقدان وجود یک اکسیژن است.

## نوکلئوزید
عامل دی ان ای که از سه قسمت قند ۵ کربنه و باز آلی تشکیل شده است. تعداد فسفو دی استرها با تعداد نوکلئوتیدها برابر است.

## پیوند فسفو دی استر
با توجه به اینکه یون فسفات می‌تواند هم به کربن' ۳ و هم به کربن' ۵ متصل شود، دو نوکلئوتید از طریق یک پیوند فسفو دی استر بهم متصل می‌شوند. به این صورت که گروه هیدروکسیل یک نوکلئوتید با اولین گروه فسفات نوکلئوتید دیگر واکنش داده و پیوند فسفودی استر را بوجود می‌آورد. از آنجایی که پیوند فسفودی استر، کربن‌های'۳ و'۵ دو قند مجاور را بهم متصل می‌کند، این پیوند را پیوند'۵-'۳ فسفودی استر نیز می‌نامند. یک زنجیره در اثر اتصال پشت سر هم تعدادی۲-دزوکسی ریبونوکلئوتید به‌وسیلهٔ پیوندهای دزوکسی ریبونوکلئوتید تشکیل می‌شود.

## جهت نوکلئوتیدها
تمامی نوکلئوتیدها در یک زنجیرهٔ پلی نوکلئوتیدی دارای جهت یکسان هستند. به این صورت که نوکلئوتید انتهایی در یک سمت زنجیره دارای یک گروه'۵ آزاد و نوکلئوتید انتهایی در سمت دیگر زنجیره دارای یک گروه'۳ آزاد است؛ بنابراین زنجیرهٔ پلی نوکلئوتیدی دارای جهت بوده و این جهت را به صورت'۵--->'۳ نشان می‌دهند؛ بنابراین اگر در نوکلئوتید ابتدایی کربن'۵ در بالای حلقهٔ پنتوز و کربن'۳ در زیر آن باشد، در تمامی نوکلئوتیدهای بعدی زنجیره کربن ۵ در بالای حلقهٔ پنتوز جای خواهد داشت.

## برای مطالعهٔ بیشتر
- Sigel, Astrid; Operschall, Bert P.; Sigel, Helmut (2017). "Chapter 11. Complex Formation of Lead(II) with Nucleotides and Their Constituents".  In Astrid, S.; Helmut, S.; Sigel, R. K. O. (eds.). Lead: Its Effects on Environment and Health. Metal Ions in Life Sciences. Vol. 17. de Gruyter. pp. 319–402. doi:10.1515/9783110434330-011. ISBN 978-3-11-043433-0. PMID 28731304.
- Freisinger, E. , & Sigel, R. K. (2007). From nucleotides to ribozymes—a comparison of their metal ion binding properties. Coordination Chemistry Reviews, 251(13-14), 1834-1851.